# Loscos (kommunhuvudort)
Loscos är en kommunhuvudort i Spanien.   Den ligger i provinsen Provincia de Teruel och regionen Aragonien, i den östra delen av landet, 230 km öster om huvudstaden Madrid. Loscos ligger 982 meter över havet och antalet invånare är 179.
Terrängen runt Loscos är platt åt nordost, men åt sydväst är den kuperad.  Trakten runt Loscos är nära nog obefolkad, med mindre än två invånare per kvadratkilometer. Närmaste större samhälle är Herrera de los Navarros, 14,7 km norr om Loscos. Omgivningarna runt Loscos är i huvudsak ett öppet busklandskap.